# K-理论
在数学中，K-理论（K-theory）是多个领域使用的一个工具。在代数拓扑中，它是一种异常上同调，称为拓扑K-理论；在代数与代数几何中，称之为代数K-理论；在算子代数中也有诸多应用。它导致了一类K-函子构造，K-函子包含了有用、却难以计算的信息。 
在物理学中，K-理论特别是扭曲K-理论出现在第二型弦理論，其中猜测它们可分类D-膜、拉蒙-拉蒙场以及广义复流形上某些旋量。具体细节参见K-理论 (物理)。

## 早期历史
这个课题最早由亚历山大·格罗滕迪克1957年发现，名字取自德文“”，意为“分类”，进而表述为格罗滕迪克-黎曼-罗赫定理。格罗腾迪格需要在代数簇X的层上工作。不是直接在处理层，他给出了两个构造。首先，他利用直和运算将层的交换幺半群转换成一个群{\displaystyle K(X)}通过取层的分类的形式和以及形式加法逆（这是得到给定函子左伴随的明确方法）。在第二个构造中，他强加以与层扩张一致的额外关系，得到一个现在记作{\displaystyle G(X)}的群。这两个构造都被称为格罗滕迪克群；{\displaystyle K(X)}具有上同调表现而{\displaystyle G(X)}有同调表现。
如果{\displaystyle X}是一个光滑簇，两个群是相同的。
在拓扑学中，我们对向量丛有类似的和构造。迈克尔·阿蒂亚与弗里德里希·希策布鲁赫在1959年使用格罗腾迪格群构造来定义拓扑空间{\displaystyle X}的{\displaystyle K(X)}（两个构造一致）。这是在代数拓扑中发现的第一个奇异上同调理论的基础。它在指标定理的第二证明中起了巨大的作用。此外，这种途径导向了C*-代数的非交换{\displaystyle K}-理论。
在1955年，让-皮埃尔·塞尔已经用具有投射模向量丛的类似物来表述塞尔猜想，该猜想声称一个域上多项式环上的投射模是自由模；这个论断是正确的，但直到20年后才解决（斯旺定理是这个类比的另一方面）。1959年，塞尔给出了环的格罗腾迪克群构造，用它来证明投射模是稳定自由的。这个应用是代数K理论之开端。

## 发展
随后一个时期，出现了各种类型的“高阶K-理论函子”定义。最后，两种有用的等价定义由丹尼尔·奎伦在1969年与1972年用同伦理论给出。另一种变体也由Template:弗里德海姆·瓦尔德豪森为了研究“空间的代数K-理论”提出，这与伪同痕的研究有关。大多数现代高阶K-理论研究与代数几何和Template:主上同调有关。
带有一个辅助的二次型的相应构造具有一般名字L-理论。它是割补理论的主要工具。
在弦理论中，拉蒙-拉蒙场强与稳定D-膜电荷的K-理论分类在1997年首次提出。